# Симптом Ровсінга
Симптом Ровсінга (англ. Rovsing's sign) — один із діагностичних симптомів апендициту. Тиск на низхідну ободову кишку спричинює біль у правому нижньому квадранті живота.

## Етимологія
Симптом вперше описав данський хірург Торкілд Ровсінг (Thorkild Rovsing).

## Сутність
Симптом виникає через те, що больові нерви глибоко в кишечнику нечітко локалізуються в конкретній точці черевної стінки, на відміну від больових нервів у м'язах. Біль від пептичної виразки шлунка, загостренні жовчнокам'яної хвороби може інтерпретуватися пацієнтом як біль у шлунку, печінці, жовчному міхурі, дванадцятипалій кишці або першій частині тонкої кишки. Біль часто іррадіює до середини верхньої частини живота (епігастрія). При значному апендикулярному запаленні надавлювання рукою лікаря на ділянку низької поперечної кишки спричинює болючість у правій нижній частині живота або клубової ямки, оскільки м'язові волокна в цій області розтягнуться, вміст лівої нижньої частини живота зміщується під час надавлювання ще більше подразнюючи запалену внаслідок апендициту очеревину.
Більшість лікарів натискають на лівий нижній квадрант, щоб побачити, де пацієнт відчує біль. Якщо той відчувається в правому нижньому квадранті, можливо там є запалення. Запалений апендикс, як правило, є головним підозрюваним, хоча інша патологія також може давати «позитивний» симптом Ровсінга. Якщо тиск у лівому нижньому квадранті призводить лише до болю в лівому боці або до болю як зліва, так і справа, тоді може бути якась інша патологія. Це можуть бути проблеми, пов'язані з сечовим міхуром, маткою, висхідною ободовою кишкою, фаллопієвими трубами, яєчниками або іншими структурами.
Симптом Ровсінга також позитивний у пацієнтів із підковоподібною ниркою, коли з'являється біль у животі, нудота та блювання під час значного розгинання хребта.
Хоча симптом Ровсінга часто досліджують при підозрі на апендицит, його чутливість і специфічність не були належним чином оцінені, деякі лікарі вважають його застарілим.